# 加埃塔
加埃塔（義大利語：Gaeta）是位於義大利中部拉齊奧大區拉蒂納省的一座城市，地處一個伸向加埃塔灣的海岬上，距羅馬120公里，距那不勒斯80公里。
該鎮在軍事史上具有重要地位，其要塞可追溯至古羅馬時代，現仍保留一些當時的遺跡，在裂口山（Montagna Spaccata）上，有一座建於第一世紀的羅馬將軍盧奇烏斯·穆納提烏斯·普蘭庫斯（Lucius Munatius Plancus）的墓。 
加埃塔要塞於15世紀進行了擴建和加固，並在那不勒斯王國（後為兩西西里王國）的歷史中扮演了重要角色。現今，加埃塔是一個石油港和漁港，同時也是著名的旅遊勝地。此外，北約在此設有海軍基地——加埃塔海軍支援設施（Naval Support Activity Gaeta），作為美國海軍那不勒斯海軍支援設施的附屬基地。

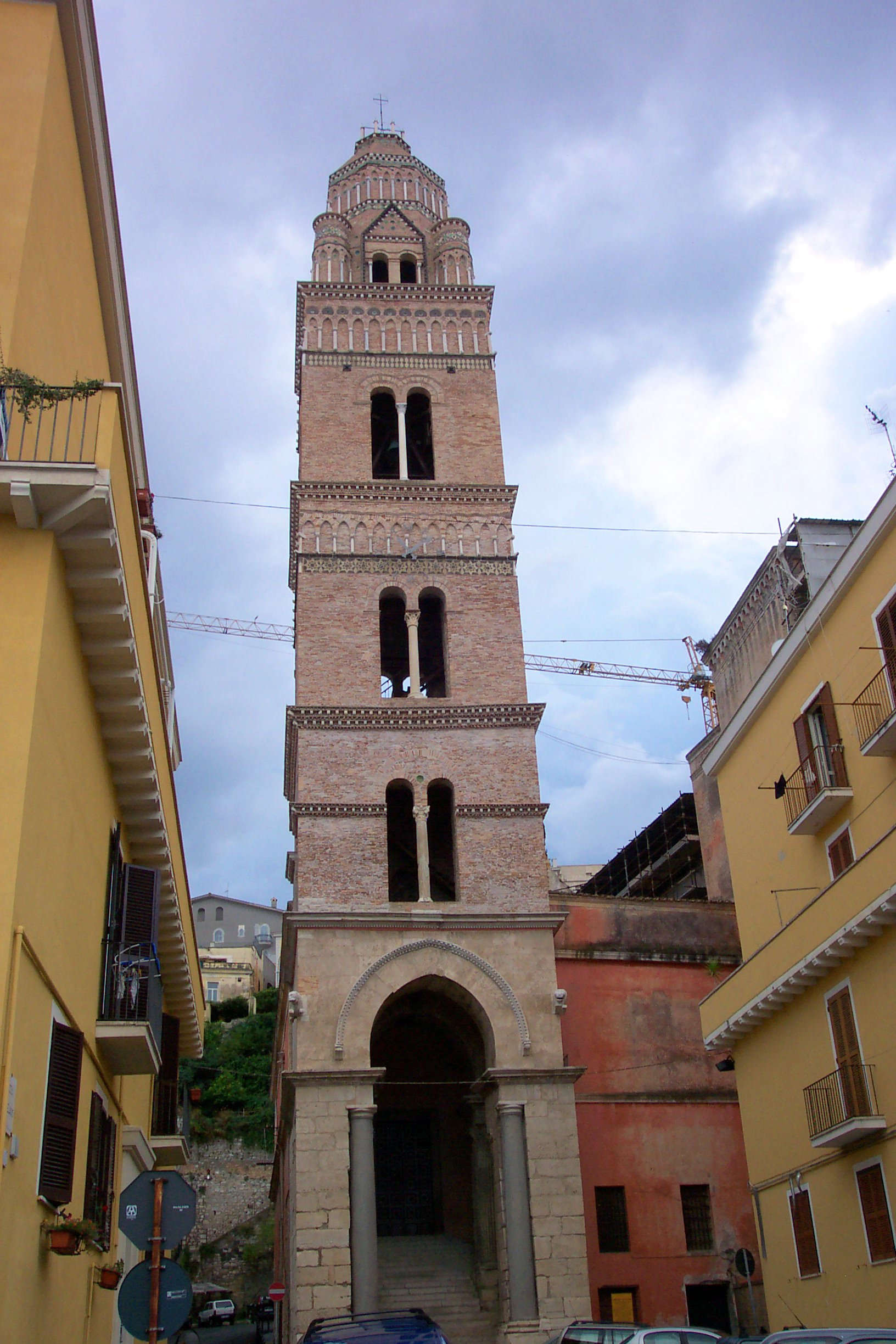
主教座堂的钟楼

## 歷史

### 古代
古代的加埃塔（Caieta）位於俯瞰地中海的奧蘭多塔（Torre di Orlando）坡地上。早在公元前10至9世紀，該地就由講奧斯坎語的奧倫奇人（Aurunci）部落居住。直到公元前345年，加埃塔地區才納入羅馬的影響範圍。
加埃塔以其與鄰近的福爾米亞（Formia）和斯佩隆加（Sperlonga）類似的溫和氣候，成為最早的海濱別墅（villae maritimae）所在地之一，為羅馬貴族提供豪華的度假勝地。著名的別墅主人包括大西庇阿（Scipio Africanus，公元前236年－公元前183年）和蓋烏斯·萊利烏斯（Gaius Laelius）。此外，加埃塔透過阿庇亞道（Appian Way）及其延伸路線弗拉卡大道（Via Flacca）與羅馬帝國的首都相連。
盧奇烏斯·馬爾基烏斯·菲利普斯（Lucius Marcius Philippus，公元前56年執政官），即奧古斯都的繼父，其壯觀別墅的遺址位於阿塞拉區（Arcella）的愛爾蘭達酒店（Hotel Irlanda）。而盧奇烏斯·穆納提烏斯·普蘭庫斯（Lucius Munatius Plancus，公元前42年執政官）則在俯瞰加埃塔灣的奧蘭多山（Monte Orlando）上擁有一座廣大的別墅。其於公元前1世紀末建造的陵墓位於別墅內的大型空地中，至今仍是一座壯觀的古蹟。
盧奇烏斯·森普羅尼烏斯·阿特拉提努斯（Lucius Sempronius Atratinus）可能曾居住於此，根據其陵墓遺址推測。阿特拉提努斯曾於公元前40年和公元前34年擔任補任執政官（suffect consul），公元前39年任職於希臘的行省總督（propraetor），並於公元前38年至公元前34年間擔任馬克·安東尼艦隊的首任海軍司令。
在羅馬帝國時代，加埃塔仍是許多羅馬重要人物與富裕階層的受歡迎海濱度假地。圖密善皇帝（Domitian，公元81年至96年在位）也在該地擁有一座別墅。
安敦寧·畢尤皇帝（Antoninus Pius）曾修復加埃塔的港口，因其具備重要的戰略價值。
從孔卡山（Conca hill）為加埃塔供水的水道橋遺跡，至今仍可在距霍滕西烏斯別墅（villa of Hortensius）數公尺處看到。

## 友好城市
- 剑桥，美国[1][2]
- 法國 弗龙蒂尼昂
- 莫比尔，美国[3]
- Somerville，美国

## 延伸閱讀
- 本条目包含来自公有领域出版物的文本: Chisholm, Hugh (编). .  11 (第11版). London: Cambridge University Press: 384–385. 1911.

## 外部連結
- gaeta.it （页面存档备份，存于）